# Zac Incerti
Zac Incerti (ur. 13 lipca 1996 w Mount Lawley) – australijski pływak specjalizujący się w stylu dowolnym i grzbietowym, trzykrotny brązowy medalista igrzysk olimpijskich i mistrz świata w sztafecie.

## Kariera
W 2017 roku na mistrzostwach świata w Budapeszcie na dystansie 100 m stylem grzbietowym zajął 20. miejsce z czasem 54,82. Płynął również w wyścigu finałowym sztafet 4 × 100 m stylem dowolnym. Australijczycy zostali w nim jednak zdyskwalifikowani.
Rok później podczas igrzysk Wspólnoty Narodów w Gold Coast zdobył brązowy medal w konkurencji 50 m stylem grzbietowym, uzyskawszy czas 25,06.
Na igrzyskach olimpijskich w Tokio w 2021 roku płynął w sztafetach 4 × 100 i 4 × 200 m stylem dowolnym i w obu wywalczył brązowe medale. 